# العزل (ذي السفال)

تعديل مصدري - تعديل

العزل محلة تابعة لقرية ردانع، التابعة لعزلة شوائط بمديرية ذي السفال إحدى مديريات محافظة إب في الجمهورية اليمنية، بلغ تعداد سكانها 61 حسب تعداد اليمن لعام 2004.